# Hamerský vrch (Javořická vrchovina)
Hamerský vrch je až 10 m vysoká a 120 m dlouhá mohutná žulová skalní hradba, která je významnou geologickou lokalitou. Leží v lesích nedaleko obce Hradiště u Nové Bystřice na Jindřichohradecku. Na vrcholu je plošina se skalními mísami. Vrch je mimo značené turistické trasy. 